# Kronstorfer Brucknerzimmer
De Kronstorfer Brucknerzimmer is een museum in het dorp Kronstorf in Opper-Oostenrijk. Het is gewijd aan de tijd die de componist Anton Bruckner (1824-1896) in Kronstorf doorbracht, en aan het schoolgebouw waar hij woonde en werkte. 
Er hangen verschillen plakkaten aan de muur met foto's en uitleg en er wordt op verzoek een film over Bruckner vertoond uit het jaar 1936. In zijn voormalige kamer staan enkele meubels en is zijn viool te zien die hij moest achterlaten om een schuld af te betalen. Daarnaast wordt ingegaan op de geschiedenis van het gebouw.
Het museum werd geopend op 9 september 1989. Het is gevestigd in een pand dat tot 1890 in gebruik was als schoolhuis. De woning op de begane grond was in gebruik van de familie van het schoolhoofd. Op de eerste verdieping bevond zich een klaslokaal en een kamer van 6 m² voor de schoolhulp, de functie die Bruckner daar van 1843 tot 1845 vervulde. 